# Ferroni FDS-1860
El FDS de la denominación del modelo hacía referencia a la principal característica de este bus: "FerroniDeutzSuburbano", como así fue acuñado por la empresa. Fiel al motor Deutz refrigerado por aire pero con algunas mejoras exigidas al fabricante alemán para la exportación, este FDS 1860 fue único ya que apuntaba a un mercado muy específico y no tuvo mayor continuidad. Sus principales competidores eran El Detalle OA 101, los Mercedes-Benz OH 1320/1420 y algún modelo de Zanello.

## Motor
- Deutz BF6L913C Turbo
- Ciclo: diesel cuatro tiempos
- Posición: trasero
- Cilindros: 6
- Diámetro x Carrera (mm): 102 x 125
- Cilindrada (cm³): 6128
- Potencia máxima (HP): 175
- Torque Máximo (Nm): 630
- Enfriamiento: aire
- Lubricación: forzada c/intercambiador de calor
- Sistema de Combustible: inyección directa. Bomba inyectora lineal

## Dimensiones
- Largo (mm): 11000
- Ancho (mm): 2400
- Alto (mm): 2300
- Distancia entre Ejes (mm): 6000
- Trocha Delantera (mm): 1990
- Trocha Trasera (mm): 1810

## Frenos y dirección
- Frenos (Delanteros / Traseros): circuito neumático de cuatro vías.
- Freno de estacionamiento: actuación sobre las ruedas traseras.
- Dirección: ZF hidráulica asistida